# Wim Boost
Willem Louis Joseph (Wim) Boost (Breda, 2 juli 1918 – Breukelen, 1 augustus 2005) was een Nederlands cartoonist, illustrator en politiek tekenaar. Hij publiceerde onder de naam WiBo en werd vooral bekend door zijn dagelijkse cartoon in de Volkskrant.

## Biografie
Zijn middelbareschooltijd bracht hij door op het St.-Odulphuslyceum te Tilburg. Daar werd hij een van de eerste tekenaars van het schoolblad. "Gewoon tekenen kon ik eigenlijk niet," zei hij later eens, "ik wilde altijd iets raars aan m'n tekeningen toevoegen. Bijvoorbeeld een kraantje aan een koeienuier."
In 1939 behaalde hij zijn HBS-B-diploma. Daarna vertrok hij naar de Tekenacademie te Amsterdam. Zijn oudere broer Charles Boost (1907-1990) werkte in het onderwijs, en zelf was Boost aanvankelijk ook tekenleraar in Amsterdam. Tijdens de Tweede Wereldoorlog werkte Boost bij Toonder-Geesink Studio's. Na de oorlog werkte hij voor De Jeugdkampioen van de ANWB en het weekblad Het Lichtspoor van de Nederlandse strijdkrachten. 
In 1951 begon hij te tekenen voor de Volkskrant. Voor deze krant maakte hij zes dagen per week een cartoon die linksonder op de voorpagina verscheen; de eerste op 1 juni 1951. In 1983 stopte hij de reeks bij nummer 8888; op 19 juni 1983 nam hij in de zaterdagbijlage van de Volkskrant afscheid.
Daarnaast had Boost van 1952 tot 1955 een column in de Haagse Post. Hierna leverde hij bijdragen aan het satirische maandblad Mandril Maandblad voor Mensen, waaraan ook zijn broer Charles Boost was verbonden. De twee broers organiseerden samen met hun collega's Wim Bijmoer, Hugh Jans en Fiep Westendorp ook tentoonstellingen. Van 1963 tot 1974 maakte Boost naast zijn werk voor de Volkskrant cartoons voor Studio, de omroepgids van de KRO.  Behalve cartoons tekende hij illustraties, en enkele strips. Ook maakte hij een serie kinderboeken (Bammie en Pookie). Hij was Ridder in de Orde van Oranje-Nassau.
Boost overleed op 87-jarige leeftijd op 1 augustus 2005. De crematie vond plaats op 6 augustus op de Nieuwe Ooster in Amsterdam, op eigen verzoek in alle stilte. Op 8 augustus maakte de familie zijn dood bekend door middel van een overlijdensadvertentie in de Volkskrant.

## Beknopte bibliografie
- Wim Boost, Het konijntje, dat zijn neus in een wespennest stak, Amsterdam 1945, illustraties van W. Boost
- Wim Boost, Stientje, het dromerige kalfje, Amsterdam 1946, getekend door Wim Boost
- Anton van der Vet, Spoken op Lakensteyn, Amsterdam 1946, illustraties en omslag van W. Boost]
- Wim Boost, 6 boekjes in de reeks Sprookjespost, Amsterdam 1946, illustraties W. Boost
  - Hoe het baldadige aapje gestraft werd
  - Het kuikentje, dat de poes te slim af was
  - Waarom de kakatoe een kuif heeft
  - Van het eendje, dat een vis wilde zijn
  - Sprookjespost
  - Van twee héél deftige muizen
- Herman Divendal, De blijde jaarkring, Amsterdam 1949, tekeningen door W. Boost
- Wim Boost, Het avontuur van Kala en Kobolt, Meppel 1950, getekend door W. Boost, een uitgave van de ANWB
- Willy van der Heide, Tumult in een toeristenhotel, Den Haag 1950, geïllustreerd door Wim Boost, feuilleton in 24 afleveringen in Jeugdkampioen, een uitgave van de ANWB.
- Willy van der Heide, Een speurtocht door Noord-Afrika, Den Haag 1951/1953, geïllustreerd door Wim Boost, feuilleton in 23 afleveringen in Jeugdkampioen, een uitgave van de ANWB.
- A. Roekoe, Met vallen en opstaan, een verzameling slapstickiania, Amsterdam z.j., geïllustreerd door Wim Boost
- A. Roekoe, Ha, Ha, lachte de graaf. Humoristische Vaderlandse Geschiedenis, Assen 1954, geïllustreerd door Wim Boost
- A. Duif, De fles van Pluisman, Assen 1954, illustraties en omslag van Wim Boost
- Jan Nowee, Verdwaald, jongens- en meisjesleesboek voor de derde en vierde klas, Roermond, ca 1960 (3e dr), ill. van Wim Boost
- WiBo, In de hoek gedrukt, 20 jaar WiBo in de Volkskrant, Baarn 1971
- Saartje Burgerhart (Cri Stellweg), Een pen en een papiertje, Amsterdam 1971, geïllustreerd door WiBo
- diverse auteurs: Stukjes op naam, z.p. 1972, illustraties van o.a. Wim Boost, Peter van Straaten en Yrrah
- Jos Tielens, Iedere tijd is leeftijd, Amsterdam 1977, tek. Wim Boost, uitgave van de Nederlandse Federatie Bejaardenbeleid
- Rudie Kagie, Het geluk van de brave burger, 's-Hertogenbosch 1977 (3e dr),  tek. Wim Boost
- Dik Binnendijk,  Van veevoer tot frikandel en kippepoot : over de sociaal-ekonomische positie van de boer in de intensieve veehouderij, Utrecht 1977 (2e dr), tek. Henk Groeneveld, Wim Boost, uitgave van Aktie Strohalm
- G.P. Hoefnagels, Rituelen ter terechtzitting : een voorstudie van emoties, attituden en interakties tijdens het strafproces ter terechtzitting om te komen tot een methode van strafprocesvoering, Deventer 1977 (2e dr), tek.: Wim Boost
- P.A.J. Wels, Taal is toegang: methode Nederlands voor volwassenen, Zutphen 1978 e.v., tek. Wim Boost
- Willem Vermeend, Flip de Kam, Student & fiscus : alles over studietoelagen, kinderbijslag, eigen inkomsten en belasting betalen, Amsterdam 1980-1984, ill. van Wim Boost
- Ouderparticipatie? Hoe? : een handreiking bij de vraag, Den Haag 1980, tekn. Wim Boost, een uitgave van de Nederlandse Katholieke Oudervereniging
- Werkboek klasseouderavonden: een handreiking bij het opzetten en uitvoeren van klasseouderavonden, Den Haag 1980, tekn. Wim Boost, een uitgave van de Nederlandse Katholieke Oudervereniging
- B.J. Bertina, 'n Beeld van 'n meneer, verliefd op de film, met de krant getrouwd, Utrecht 1981, illustraties: Wim Boost
- Midas Dekkers, Miauw, Amsterdam 1980, geïllustreerd door WiBo
- WiBo, NScartooNS, Utrecht 1981, een uitgave van de Nederlandse Spoorwegen
- P.G. Dekker, R.N.J. Kamerling, De fiscus contra het zwarte circuit, Arnhem 1982, cartoons Wim Boost
- G.P. Hoefnagels, ABC van het huwelijk : een gids voor trouwen, scheiden en samenwonen, Baarn 1983, tek. Wim Boost
- G.P. Hoefnagels: ABC van het huwelijk : een gids voor trouwen, scheiden, samenwonen en alleen blijven, Baarn 1983, tek. Wim Boost
- J.Th. Degenkamp et al, U en uw rechten : wegwijzer voor subsidies, sociale hulp en rechtsbijstand in Nederland, Amsterdam 1983, cartoons: W. Boost
- Rolf Boost, Pas op de kleintjes, Weesp 1984, geïllustreerd door WiBo
- Gary R. Collins et al, Leefstijl voor jongeren, Nieuw Vennep 1991, 1999 (herziene druk), ill. Wim Boost
- W.L. de Jong: Organisatie-cultuur en ondernemingsraden, Alphen aan den Rijn 1992, ill. Willem Boost
- Ben Hendriks, Natuurbericht, voor IVBO basisvorming, Baarn 1993, tek. Wim Boost et al.